# Distrito de Funai
El distrito de Funai (船井郡 Funai-gun?) es un distrito localizado en la prefectura de Kioto, Japón. En junio de 2019 tenía una población de 13.215 habitantes y una densidad de población de 43,6 personas por km². Su área total es de 303,09 km².

## Localidades
- Kyōtanba